# Victoria Zdrok

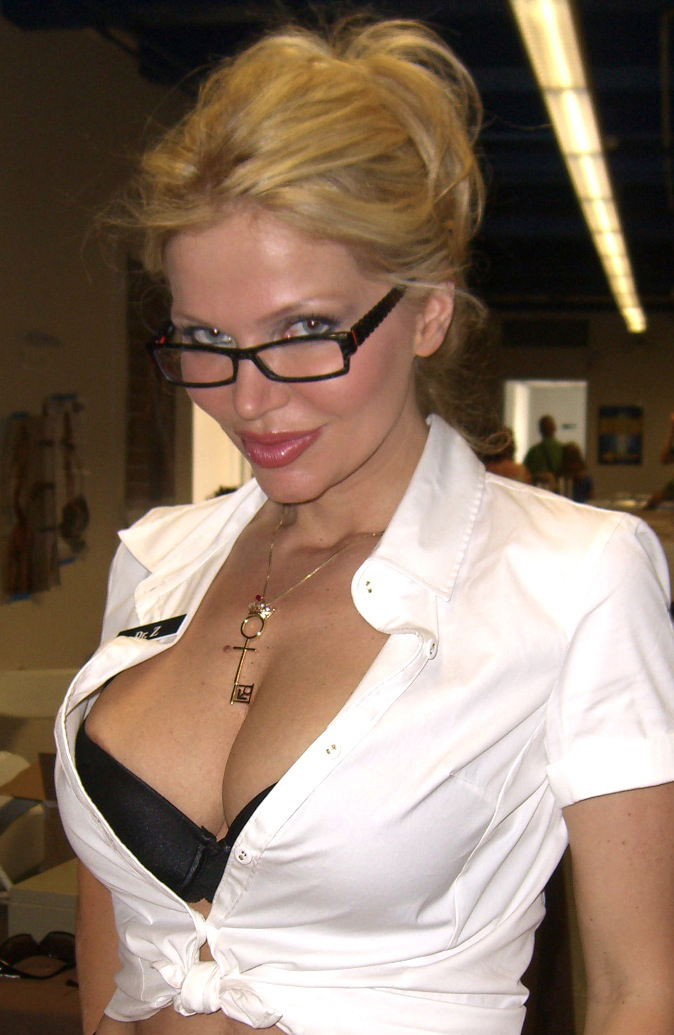
Victoria Zdrok, 2008

Victoria Zdrok (ukrainisch Вікто́рія Здрок Wiktorija Sdrok; * 3. März 1973 in Kiew, Ukrainische SSR als Viktoria Nika Selenitskaja, russisch Виктория Ника Зеленитская) ist eine ukrainische Pornodarstellerin, Model und Autorin.

## Karriere
Victoria Zdrok studierte zunächst an der West Chester University. An der Villanova University School of Law schloss sie mit dem Juris Doctor ab. Es folgte ein Promotionsstudium in Psychologie an der Drexel University, das sie mit dem Doktorgrad abschloss. Als Autorin hat sie mehrere Bücher über sexuelle Themen geschrieben.
Zdrok begann ihre Karriere 1998. Sie ist hauptsächlich als Adult Model bei Foto-Shootings und für diverse Internetseiten, beispielsweise Twistys und Danni aktiv. Sie war auf dem Cover des amerikanischen Playboy und Playmate im Oktober 1994. Außerdem war sie Penthouse Pet of the Month 2002 und Pet of the Year 2004.

## Filmografie (Auswahl)
- 2002: Bare-Skinned Captives
- 2003: Temptation
- 2004: Dark Side
- 2005: Three’s Cumpany
- 2005: Assturbators 2
- 2006: Soloerotica 9
- 2009: Guide to Great Sex

## Auszeichnungen und Nominierungen
- 1994: Playboy Playmate of the Month (October)
- 2002: Penthouse Pet of the Month (June)
- 2004: Penthouse Pet of the Year

## Publikationen
- The Anatomy of Pleasure. Infinitypublishing.com, Wayne (Pennsylvania) 2004, ISBN 0-7414-2248-4.
  - auch als Hörbuch: Spoken Books Publishing, Wayne (Pennsylvania) 2006, ISBN 1-60031-002-8.
- Dr. Z on Scoring. How to Pick Up, Seduce and Hook Up with Hot Women. Fireside (Simon & Schuster), New York City 2008, ISBN 978-1-4165-5155-3.
  - deutsche Übersetzung: Dr. Z – Verbotene Tipps für Aufreißer. Wie Sie bei den tollsten Frauen landen. Mosaik bei Goldmann, München 2010, ISBN 978-3-442-17091-3.
- Tseverin Furey, Victoria Zdrok: Him + Her. The Ultimate Guide to Your Lover. Sterling/Ravenous, New York City 2008, ISBN 978-1-4027-4917-9.
  - deutsche Übersetzung: Tseverin Furey: Wie man Männern richtig Lust macht., Tosa, Fränkisch-Crumbach 2008, ISBN 978-3-85003-265-0.
  - deutsche Übersetzung: Victoria Zdrok: Wie man Frauen richtig Lust macht. Aus dem Amerikanischen von Caroline Klima. Tosa, Fränkisch-Crumbach 2008, ISBN 978-3-85003-266-7.